# Футбол на літніх Олімпійських іграх 2020 — жінки (склади)
Жіночий турнір з футболу на літніх Олімпійських іграх 2020 року в Токіо, Японія, відбувався з 21 липня по 6 серпня 2021 року. Жіночий турнір — повноцінний міжнародний турнір без обмежень за віком. Дванадцять національних команд, які беруть участь у турнірі, повинні зареєструвати склад із 18 гравчинь, в тому числі двох воротарок. Крім того, команди можуть назвати максимум чотирьох резервних гравчинь, що мають номери від 19 до 22. Резервний список може містити щонайбільше трьох польових гравчинь, тому що принаймні одне місце зарезервовано для воротарки. У разі значних травм під час турніру, травмовану гравчиню може замінити одна з резервних гравчинь. Тільки спортсменки з цих команд мають право на участь у турнірі. 
Позиція, вказана для кожної гравчині, відповідає офіційним спискам команд, опублікованим ФІФА. Вік, вказаний для кожної гравчині, подано станом на 21 липня 2021 року, перший день турніру. Кількість матчів та голів для кожної гравчині не враховує жодних матчів, зіграних після початку турніру. Наведений клуб - це останній клуб, за який гравчиня грала в офіційному матчі перед початком турніру. Національність кожного клубу показує національну асоціацію (а не лігу), до якої клуб належить. Прапор подано для тренерів, які є громадянами іншої країни, ніж збірна.

## Група E

### Канада
Остаточний склад збірної з 18 спортсменок оголошено 23 червня 2021 року.
Головний тренер:  Bev Priestman
| № | Поз. | Гравець                   | Дата народження (вік)            | Ігри | Голи | Клуб              |
| - | ---- | ------------------------- | -------------------------------- | ---- | ---- | ----------------- |
|   | ВР   | Стефані Лаббе             | жовтня 10, 1986 (вік 34 роки)    | 78   | 0    | Русенгорд         |
|   | ВР   | Кайлен Шерідан            | липня 16, 1995 (вік 26 років)    | 10   | 0    | Н-Дж/Н-Й Готем    |
|   |      |                           |                                  |      |      |                   |
|   | ЗХ   | Кадейша Б'юкенен          | листопада 5, 1995 (вік 25 років) | 102  | 4    | Ліон              |
|   | ЗХ   | Ванесса Жиль              | березня 11, 1996 (вік 25 років)  | 6    | 0    | Бордо             |
|   | ЗХ   | Шеліна Задорскі           | жовтня 24, 1992 (вік 28 років)   | 71   | 2    | Тоттенгем Готспур |
|   | ЗХ   | Алліша Чапмен             | січня 25, 1989 (вік 32 роки)     | 78   | 1    | Г'юстон Даш       |
|   | ЗХ   | Ешлі Лоуренс              | червня 11, 1995 (вік 26 років)   | 94   | 7    | Парі Сен-Жермен   |
|   | ЗХ   | Джейд Рів'єр              | січня 22, 2001 (вік 20 років)    | 21   | 1    | Мічиган Волверінс |
|   |      |                           |                                  |      |      |                   |
|   | ПЗ   | Джессі Флемінг            | березня 11, 1998 (вік 23 роки)   | 83   | 11   | Челсі             |
|   | ПЗ   | Джулія Ґроссо             | серпня 29, 2000 (вік 20 років)   | 24   | 0    | Техас Лонгорнс    |
|   | ПЗ   | Квінн                     | серпня 11, 1995 (вік 25 років)   | 62   | 5    | ОЛ Рейн           |
|   | ПЗ   | Дезіре Скотт              | липня 31, 1987 (вік 33 роки)     | 160  | 0    | Канзас Сіті       |
|   |      |                           |                                  |      |      |                   |
|   | НП   | Джанін Беккі              | серпня 20, 1994 (вік 26 років)   | 75   | 31   | Манчестер Сіті    |
|   | НП   | Адріана Леон              | жовтня 2, 1992 (вік 28 років)    | 70   | 19   | Вест Гем Юнайтед  |
|   | НП   | Нішель Прінс              | лютого 19, 1995 (вік 26 років)   | 65   | 12   | Г'юстон Даш       |
|   | НП   | Діенн Роуз                | березня 3, 1999 (вік 22 роки)    | 54   | 11   | Флорида Гейторс   |
|   | НП   | Крістін Сінклер (капітан) | червня 12, 1983 (вік 38 років)   | 298  | 186  | Портленд Торнс    |
|   | НП   | Евелін Вінс               | лютого 6, 1997 (вік 24 роки)     | 6    | 2    | Н-Дж/Н-Й Ґотем    |

| № | Поз. | Гравець        | Дата народження (вік)          | Ігри | Голи | Клуб                   |
| - | ---- | -------------- | ------------------------------ | ---- | ---- | ---------------------- |
|   | ВР   | Ерін Маклеод   | лютого 26, 1983 (вік 38 років) | 118  | 0    | ОРландо Прайд          |
|   | ЗХ   | Ґабріель Карл  | жовтня 12, 1998 (вік 22 роки)  | 25   | 1    | Флорида Стейт Семінолс |
|   | ПЗ   | Софі Шмідт     | червня 28, 1988 (вік 33 роки)  | 203  | 19   | Г'юстон Даш            |
|   | НП   | Йордин Гуйтема | травня 8, 2001 (вік 20 років)  | 36   | 13   | Парі Сен-Жермен        |

### Чилі
Головний тренер: José Letelier

### Велика Британія
Остаточний склад збірної з 18 спортсменок спочатку оголошено 27 травня 2021 року. Перед турніром, 18 червня 2021 року, Карлі Телфорд замінила травмовану Карен Бардслі.
Головний тренер:  Геґе Ріїсе
| № | Поз. | Гравець          | Дата народження (вік)          | Ігри | Голи | Клуб           |
| - | ---- | ---------------- | ------------------------------ | ---- | ---- | -------------- |
|   | ВР   | Еллі Робак       | 23 вересня 1999 (вік 21 рік)   | 0    | 0    | Манчестер Сіті |
|   | ВР   | Карлі Телфорд    | 7 липня 1987 (вік 34 роки)     | 0    | 0    | Челсі          |
|   |      |                  |                                |      |      |                |
|   | ЗХ   | Стеф Гоутон      | 23 квітня 1988 (вік 33 роки)   | 5    | 3    | Манчестер Сіті |
|   | ЗХ   | Міллі Брайт      | 21 серпня 1993 (вік 27 років)  | 0    | 0    | Челсі          |
|   | ЗХ   | Люсі Бронз       | 28 жовтня 1991 (вік 29 років)  | 0    | 0    | Манчестер Сіті |
|   | ЗХ   | Рейчел Дейлі     | 6 грудня 1991 (вік 29 років)   | 0    | 0    | Х'юстон Даш    |
|   | ЗХ   | Демі Стоукс      | 12 грудня 1991 (вік 29 років)  | 0    | 0    | Манчестер Сіті |
|   | ЗХ   | Ліа Вільямсон    | 29 березня 1997 (вік 24 роки)  | 0    | 0    | Арсенал        |
|   |      |                  |                                |      |      |                |
|   | ПЗ   | Джил Скот        | 2 лютого 1987 (вік 34 роки)    | 5    | 1    | Манчестер Сіті |
|   | ПЗ   | Кім Літтл        | 29 червня 1990 (вік 31 рік)    | 5    | 0    | Арсенал        |
|   | ПЗ   | Софі Інґл        | 2 вересня 1991 (вік 29 років)  | 0    | 0    | Челсі          |
|   | ПЗ   | Кейра Волш       | 8 квітня 1997 (вік 24 роки)    | 0    | 0    | Манчестер Сіті |
|   | ПЗ   | Керолайн Вейр    | 20 червня 1995 (вік 26 років)  | 0    | 0    | Манчестер Сіті |
|   |      |                  |                                |      |      |                |
|   | НП   | Еллен Вайт       | 9 травня 1989 (вік 32 роки)    | 4    | 0    | Манчестер Сіті |
|   | НП   | Лорен Гемп       | 7 серпня 2000 (вік 20 років)   | 0    | 0    | Манчестер Сіті |
|   | НП   | Фран Кірбі       | 29 червня 1993 (вік 28 років)  | 0    | 0    | Челсі          |
|   | НП   | Нікіта Перріс    | 10 березня 1994 (вік 27 років) | 0    | 0    | Ліон           |
|   | НП   | Джорджия Стенвей | 3 січня 1999 (вік 22 роки)     | 0    | 0    | Манчестер Сіті |

| №  | Поз. | Гравець          | Дата народження (вік)        | Ігри | Голи | Клуб              |
| -- | ---- | ---------------- | ---------------------------- | ---- | ---- | ----------------- |
| 22 | ВР   | Сенді Маківер    | 18 червня 1998 (вік 23 роки) | 0    | 0    | Евертон           |
|    | ЗХ   | Лотті Вуббен-Мой | 11 січня 1999 (вік 22 роки)  | 0    | 0    | Арсенал           |
|    | НП   | Ніам Чарлз       | 21 червня 1999 (вік 22 роки) | 0    | 0    | Челсі             |
|    | НП   | Елла Тун         | 2 вересня 1999 (вік 21 рік)  | 0    | 0    | Манчестер Юнайтед |

### Японія
Остаточний склад збірної з 18 спортсменок оголошено 18 червня 2021 року.
Головний тренер: Такакура Асако
| №  | Поз. | Гравець                | Дата народження (вік)        | Ігри | Голи | Клуб                         |
| -- | ---- | ---------------------- | ---------------------------- | ---- | ---- | ---------------------------- |
| 1  | ВР   | Ікеда Сакіко           | 8 вересня 1992 (32 роки)     | 18   | 0    | Урава Редс                   |
| 2  | ЗХ   | Ріса Сімідзу           | 15 червня 1996 (28 років)    | 37   | 1    | Ніппон ТВ Токіо Верді Белеза |
| 3  | ЗХ   | Такарада Саорі         | 27 грудня 1999 (25 років)    | 6    | 1    | Вашингтон Спіріт             |
| 4  | ЗХ   | Кумаґай Сакі (капітан) | 17 жовтня 1990 (34 роки)     | 114  | 1    | Баварія                      |
| 5  | ЗХ   | Мінамі Моека           | 7 грудня 1998 (26 років)     | 14   | 1    | Урава Редс                   |
| 6  | ПЗ   | Суґіта Хіна            | 31 січня 1997 (28 років)     | 22   | 2    | ІНАК Кобе Леонесса           |
| 7  | ПЗ   | Накадзіма Емі          | 27 вересня 1990 (34 роки)    | 85   | 14   | ІНАК Кобе Леонесса           |
| 8  | ПЗ   | Міура Нарумі           | 3 липня 1997 (27 років)      | 23   | 0    | Ніппон ТВ Токіо Верді Белеза |
| 9  | НП   | Сугасава Юйка          | 5 жовтня 1990 (34 роки)      | 74   | 24   | Урава Редс                   |
| 10 | НП   | Івабуті Мана           | 18 березня 1993 (32 роки)    | 76   | 34   | Арсенал                      |
| 11 | НП   | Танака Міна            | 28 квітня 1994 (30 років)    | 46   | 19   | ІНАК Кобе Леонесса           |
| 12 | ПЗ   | Ендо Дзюн              | 24 травня 2000 (24 роки)     | 16   | 1    | Ніппон ТВ Токіо Верді Белеза |
| 13 | ПЗ   | Юдзухо Сьокосі         | 1 листопада 1997 (27 років)  | 2    | 2    | Урава Редс                   |
| 14 | ПЗ   | Хасеґава Юі            | 29 січня 1997 (28 років)     | 45   | 9    | Мілан                        |
| 15 | НП   | Момікі Юка             | 9 квітня 1996 (28 років)     | 37   | 14   | ОЛ Рейн                      |
| 16 | ЗХ   | Міяґава Асато          | 24 лютого 1998 (27 років)    | 13   | 0    | Ніппон ТВ Токіо Верді Белеза |
| 17 | ЗХ   | Нанамі Кітамура        | 25 листопада 1999 (25 років) | 3    | 0    | Ніппон ТВ Токіо Верді Белеза |
| 18 | ВР   | Аяка Ямасіта           | 29 вересня 1995 (29 років)   | 39   | 0    | Ніппон ТВ Токіо Верді Белеза |

| №  | Поз. | Гравець         | Дата народження (вік)     | Ігри | Голи | Клуб                         |
| -- | ---- | --------------- | ------------------------- | ---- | ---- | ---------------------------- |
| 19 | ЗХ   | Міяке Сіорі     | 13 жовтня 1995 (29 років) | 21   | 0    | ІНАК Кобе Леонесса           |
| 20 | ПЗ   | Хаясі Хонока    | 19 травня 1998 (26 років) | 1    | 0    | АІК                          |
| 21 | ПЗ   | Момока Кіносіта | 2 березня 2003 (22 роки)  | 3    | 1    | Ніппон ТВ Токіо Верді Белеза |
| 22 | ВР   | Хірао Тіка      | 31 грудня 1996 (28 років) | 2    | 0    | Альбірекс Ніїґата            |

## Група F

### Бразилія
Остаточний склад збірної з 18 спортсменок оголошено 18 червня 2021 року. Перед турніром, 2 липня 2021 року, Анжеліна замінила травмовану Адріану.
Головний тренер:  Піа Сундаге
| № | Поз. | Гравець         | Дата народження (вік)         | Ігри | Голи | Клуб                 |
| - | ---- | --------------- | ----------------------------- | ---- | ---- | -------------------- |
|   | ВР   | Барбара         | 4 липня 1988 (вік 33 роки)    | 41   | 0    | Кіндерманн           |
|   | ВР   | Летісія         | 13 серпня 1994 (вік 26 років) | 4    | 0    | Бенфіка              |
|   |      |                 |                               |      |      |                      |
|   | ЗХ   | Тамірес         | 10 жовтня 1987 (37 років)     | 103  | 5    | Корінтіанс           |
|   | ЗХ   | Еріка           | 4 лютого 1988 (вік 33 роки)   | 65   | 13   | Корінтіанс           |
|   | ЗХ   | Поліана         | 6 лютого 1991 (вік 30 років)  | 34   | 2    | Корінтіанс           |
|   | ЗХ   | Рафаелле        | 18 червня 1991 (вік 30 років) | 33   | 5    | Палмейрас            |
|   | ЗХ   | Бруна Соареш    | 16 жовтня 1985 (вік 35 років) | 22   | 2    | Інтернасьйонал       |
|   | ЗХ   | Жусінара        | 3 червня 1993 (вік 28 років)  | 8    | 0    | Леванте              |
|   |      |                 |                               |      |      |                      |
|   | ПЗ   | Форміга         | 3 березня 1978 (вік 43 роки)  | 200  | 29   | Сан-Паулу            |
|   | ПЗ   | Марта (капітан) | 19 лютого 1986 (вік 35 років) | 154  | 108  | Орландо Прайд        |
|   | ПЗ   | Дебінья         | 20 жовтня 1991 (вік 29 років) | 97   | 34   | Норт Кароліна Каридж |
|   | ПЗ   | Андрессінья     | 1 травня 1995 (вік 26 років)  | 43   | 10   | Корінтіанс           |
|   | ПЗ   | Дуда            | 18 липня 1995 (вік 26 років)  | 3    | 1    | Сан-Паулу            |
|   | ПЗ   | Джулія Б'янкі   | 7 жовтня 1997 (вік 23 роки)   | 6    | 1    | Палмейрас            |
|   | ПЗ   | Анжеліна        | 26 січня 2000 (25 років)      | 0    | 0    | ОЛ Рейн              |
|   |      |                 |                               |      |      |                      |
|   | НП   | Біа Занератто   | 17 грудня 1993 (вік 27 років) | 82   | 28   | Палмейрас            |
|   | НП   | Лудміла         | 11 грудня 1994 (вік 26 років) | 13   | 1    | Атлетіко Мадрид      |
|   | НП   | Жейсе           | 27 березня 1998 (вік 23 роки) | 7    | 0    | Madrid CFF           |

| № | Поз. | Гравець        | Дата народження (вік)            | Ігри | Голи | Клуб       |
| - | ---- | -------------- | -------------------------------- | ---- | ---- | ---------- |
|   | ВР   | Елін Рейс      | 15 квітня 1989 (вік 32 роки)     | 9    | 0    | Гранаділья |
|   | ЗХ   | Летісія Сантус | 2 грудня 1994 (вік 26 років)     | 26   | 0    | Франкфурт  |
|   | НП   | Андресса Алвес | 10 листопада 1992 (вік 28 років) | 93   | 17   | Рома       |
|   | НП   | Жіована        | 21 червня 2003 (вік 18 років)    | 1    | 0    | Барселона  |

### КНР
Головний тренер: Цзя Сюцюань

### Нідерланди
Остаточний склад збірної з 18 спортсменок оголошено 16 червня 2021 року.
Головний тренер: Саріна Віґман
| № | Поз. | Гравець               | Дата народження (вік)         | Ігри | Голи | Клуб              |
| - | ---- | --------------------- | ----------------------------- | ---- | ---- | ----------------- |
|   | ВР   | Сарі ван Венендал     | 13 квітня 1990 (вік 31 рік)   | 75   | 0    | ПСВ               |
|   | ВР   | Лізе Коп              | 17 березня 1998 (вік 23 роки) | 6    | 0    | Аякс              |
|   |      |                       |                               |      |      |                   |
|   | ЗХ   | Мерел ван Донґен      | 11 лютого 1993 (вік 28 років) | 51   | 1    | Атлетіко Мадрид   |
|   | ЗХ   | Кіка ван Ес           | 11 жовтня 1991 (вік 29 років) | 70   | 0    | Твенте            |
|   | ЗХ   | Сіска Фолкертсма      | 21 травня 1997 (вік 24 роки)  | 12   | 0    | Твенте            |
|   | ЗХ   | Стефані ван дер Ґраґт | 16 серпня 1992 (вік 28 років) | 75   | 10   | Аякс              |
|   | ЗХ   | Домінікве Янссен      | 17 січня 1995 (вік 26 років)  | 71   | 3    | Вольфсбург        |
|   | ЗХ   | Анік Наувен           | 9 березня 1999 (вік 22 роки)  | 16   | 1    | ПСВ               |
|   | ЗХ   | Лін Вілмс             | 10 березня 2000 (вік 21 рік)  | 12   | 1    | Твенте            |
|   |      |                       |                               |      |      |                   |
|   | ПЗ   | Даніелле ван де Донк  | 5 серпня 1991 (вік 29 років)  | 114  | 28   | Арсенал           |
|   | ПЗ   | Яккі Ґрунен           | 17 грудня 1997 (вік 23 роки)  | 71   | 7    | Манчестер Юнайтед |
|   | ПЗ   | Вікторія Пелова       | 3 червня 1999 (вік 22 роки)   | 11   | 0    | Аякс              |
|   | ПЗ   | Шеріда Спітсе         | 29 травня 1990 (вік 31 рік)   | 188  | 42   | Аякс              |
|   |      |                       |                               |      |      |                   |
|   | НП   | Лінет Беренстейн      | 11 жовтня 1996 (вік 24 роки)  | 66   | 12   | Баварія           |
|   | НП   | Ліке Мартенс          | 16 грудня 1992 (вік 28 років) | 123  | 49   | Барселона         |
|   | НП   | Вівіанне Мідема       | 15 липня 1996 (вік 25 років)  | 96   | 73   | Арсенал           |
|   | НП   | Їлл Рорд              | 22 квітня 1997 (вік 24 роки)  | 64   | 11   | Арсенал           |
|   | НП   | Шанісе ван де Санден  | 2 жовтня 1992 (вік 28 років)  | 85   | 19   | Вольфсбург        |

| № | Поз. | Гравець       | Дата народження (вік)           | Ігри | Голи | Клуб                     |
| - | ---- | ------------- | ------------------------------- | ---- | ---- | ------------------------ |
|   | ВР   | Лус Ґертс     | 12 січня 1986 (вік 35 років)    | 125  | 0    | Геккен                   |
|   | ЗХ   | Анаук Деккер  | 15 листопада 1986 (вік 34 роки) | 85   | 7    | Монпельє                 |
|   | ПЗ   | Інесса Каґман | 17 квітня 1996 (вік 25 років)   | 11   | 0    | Брайтон енд Гоув Альбіон |
|   | НП   | Ренате Янсен  | 7 грудня 1990 (вік 30 років)    | 48   | 4    | Твенте                   |

### Замбія
2 липня 2021 року оголосили список з наступних 22-ох гравчинь.
Головний тренер: Брюс Мвапе
| №  | Поз. | Гравець          | Дата народження (вік)         | Ігри | Голи | Клуб                  |
| -- | ---- | ---------------- | ----------------------------- | ---- | ---- | --------------------- |
| 1  | ВР   | Катерін Мусонда  | 20 лютого 1998 (вік 23 роки)  |      |      | «Індені Роузес»       |
| 2  | ЗХ   | Фікіле Хоса      | 24 липня 1996 (вік 24 роки)   |      |      | «Ред Ерроуз»          |
| 3  | ЗХ   | Лушомо Мвімба    | 10 квітня 2001 (вік 20 років) |      |      | «Грін Буффалос»       |
| 4  | ЗХ   | Естер Сіамфуко   | 8 серпня 2004 (вік 16 років)  |      |      | «Квінз Академі»       |
| 5  | ЗХ   | Аніта Муленга    | 3 травня 1995 (вік 26 років)  |      |      | «Грін Буффалос»       |
| 6  | ПЗ   | Мері Віломбе     | 22 вересня 1997 (вік 23 роки) |      |      | «Ред Ерроуз»          |
| 7  | НП   | Лубанджи Очумба  | 1 липня 2001 (вік 20 років)   |      |      | «Ред Ерроуз»          |
| 8  | ЗХ   | Маргарет Белему  | 24 лютого 1997 (вік 24 роки)  |      |      | «Ред Ерроуз»          |
| 9  | НП   | Гелен Мубанга    | 23 травня 1995 (вік 26 років) |      |      | «Сарагоса»            |
| 10 | ПЗ   | Грейс Чанда      | 11 червня 1997 (вік 24 роки)  |      |      | «Ред Ерроуз»          |
| 11 | НП   | Барбра Банда     | 20 березня 2000 (вік 21 рік)  |      |      | «Шанхай Шеньлі»       |
| 12 | НП   | Авелл Читунду    | 30 липня 1997 (вік 23 роки)   |      |      | «ЗЕСКО Юнайтед»       |
| 13 | ЗХ   | Марта Тембо      | 8 березня 1998 (вік 23 роки)  |      |      | «Грін Буффалос»       |
| 14 | ПЗ   | Ірен Лунгу       | 6 жовтня 1997 (вік 23 роки)   |      |      | «Грін Буффалос»       |
| 15 | ПЗ   | Агнес Мусасе     | 11 липня 1997 (вік 24 роки)   |      |      | «Грін Буффалос»       |
| 16 | ВР   | Гейзел Нелі      | 4 квітня 1998 (вік 23 роки)   |      |      | «Хапоель» (Беєр-Шева) |
| 17 | ПЗ   | Рейчел Кунданджи | 3 червня 2000 (вік 21 рік)    |      |      | «БІІК-Казигурт»       |
| 18 | ЗХ   | Васт Фірі        | 3 лютого 1996 (вік 25 років)  |      |      | «ЗЕСКО Юнайтед»       |
| 19 | ПЗ   | Еварін Катонго   | 29 грудня 2002 (вік 18 років) |      |      | «ЗІСД Квінс»          |
| 20 | ЗХ   | Естер Мукваса    | 24 жовтня 1996 (вік 24 роки)  |      |      | «Індені Роузес»       |
| 21 | ПЗ   | Геллен Чанда     | 19 червня 1998 (вік 23 роки)  |      |      | «Ред Ерроуз»          |
| 22 | ВР   | Нгамбо Мусоле    | 26 червня 1998 (вік 23 роки)  |      |      | «ЗЕСКО Юнайтед»       |

## Група G

### Австралія
Оголошено такий склад збірної Австралії з 22-х футболісток.
Головний тренер:  Тоні Ґуставссон
| № | Поз. | Гравець            | Дата народження (вік)          | Ігри | Голи | Клуб                     |
| - | ---- | ------------------ | ------------------------------ | ---- | ---- | ------------------------ |
|   | ВР   | Лідія Вільямс      | 13 травня 1988 (36 років)      | 89   | 0    | Арсенал                  |
|   | ВР   | Маккензі Арнолд    | 25 лютого 1994 (вік 27 років)  | 26   | 0    | Вест Гем Юнайтед         |
|   | ВР   | Тіґан Міка         | 20 жовтня 1997 (27 років)      | 1    | 0    | Сандвікен                |
|   |      |                    |                                |      |      |                          |
|   | ЗХ   | Клер Полкінгорн    | 1 лютого 1989 (36 років)       | 128  | 11   | Віттшо ГІК               |
|   | ЗХ   | Аланна Кеннеді     | 21 січня 1995 (30 років)       | 91   | 7    | Тоттенгем Готспур        |
|   | ЗХ   | Стеф Кетлі         | 26 січня 1994 (31 рік)         | 84   | 3    | Арсенал                  |
|   | ЗХ   | Лора Брок          | 28 листопада 1989 (вік 31 рік) | 63   | 2    | Генгам                   |
|   | ЗХ   | Еллі Карпентер     | 28 квітня 2000 (24 роки)       | 44   | 1    | Ліон                     |
|   | ЗХ   | Айві Люїк          | 18 березня 1985 (40 років)     | 29   | 0    | Севілья                  |
|   | ЗХ   | Кортні Невін       | 12 лютого 2002 (вік 19 років)  | 2    | 0    | Вестерн Сідней Вондерерз |
|   | ЗХ   | Шарлотт Ґрант      | 12 вересня 2001 (вік 19 років) | 0    | 0    | FC Rosengård             |
|   |      |                    |                                |      |      |                          |
|   | ПЗ   | Еліс Келлонд-Найт  | 10 серпня 1990 (34 роки)       | 113  | 2    | Гаммарбю                 |
|   | ПЗ   | Емілі ван Еґмонд   | 12 липня 1993 (31 рік)         | 101  | 23   | Вест Гем Юнайтед         |
|   | ПЗ   | Тамека Яллоп       | 16 червня 1991 (33 роки)       | 89   | 10   | Брисбен Роар             |
|   | ПЗ   | Хло Лоґарзо        | 22 грудня 1994 (30 років)      | 48   | 8    | Канзас Сіті              |
|   | ПЗ   | Кайра Куні-Кросс   | 15 лютого 2002 (23 роки)       | 2    | 0    | Мельбурн Вікторі         |
|   |      |                    |                                |      |      |                          |
|   | НП   | Кая Саймон         | 25 червня 1991 (33 роки)       | 94   | 26   | ПСВ                      |
|   | НП   | Сем Керр (капітан) | 10 вересня 1993 (31 рік)       | 92   | 42   | Челсі                    |
|   | НП   | Кейтлін Фурд       | 11 листопада 1994 (30 років)   | 86   | 20   | Арсенал                  |
|   | НП   | Hayley Raso        | 5 вересня 1994 (30 років)      | 50   | 6    | Евертон                  |
|   | НП   | Емілі Ґілнік       | 13 травня 1992 (32 роки)       | 41   | 10   | Віттшо ГІК               |
|   | НП   | Мері Фовлер        | 14 лютого 2003 (22 роки)       | 8    | 1    | Монпельє                 |

### Нова Зеландія
Остаточний склад збірної з 22 спортсменок оголошено 25 червня 2021 року.
Головний тренер:  Том Серманні
| № | Поз. | Гравець             | Дата народження (вік)           | Ігри | Голи | Клуб                 |
| - | ---- | ------------------- | ------------------------------- | ---- | ---- | -------------------- |
|   | ВР   | Вікторія Ессон      | 6 березня 1991 (вік 30 років)   | 3    | 0    | Авальдснес           |
|   | ВР   | Ерін Нейлер         | 17 квітня 1992 (вік 29 років)   | 69   | 0    | Редінґ               |
|   | ВР   | Анна Літ            | 26 червня 2001 (вік 20 років)   | 4    | 0    | FFDP                 |
|   |      |                     |                                 |      |      |                      |
|   | ЗХ   | Елізабет Ентон      | 12 грудня 1998 (вік 22 роки)    | 5    | 0    | FFDP                 |
|   | ЗХ   | C. J. Bott          | 22 квітня 1995 (вік 26 років)   | 22   | 1    | Валеренга            |
|   | ЗХ   | Мейкайла Мур        | 4 червня 1996 (вік 25 років)    | 38   | 3    | Ліверпуль            |
|   | ЗХ   | Клаудія Бунґе       | 21 вересня 1999 (вік 21 рік)    | 4    | 0    | Мельбурн Вікторі     |
|   | ЗХ   | Ali Riley (капітан) | 30 жовтня 1987 (вік 33 роки)    | 132  | 1    | Орландо Прайд        |
|   | ЗХ   | Еббі Ерсеґ          | 20 листопада 1989 (вік 31 рік)  | 143  | 6    | Норт Кароліна Каридж |
|   | ЗХ   | Анна Ґрін           | 20 серпня 1990 (вік 30 років)   | 72   | 7    | Ловер-Гатт Сіті      |
|   | ЗХ   | Марісса ван дер Мер | 9 січня 1999 (вік 22 роки)      | 0    | 0    | FFDP                 |
|   | ЗХ   | Ґабі Ренні          | 7 липня 2001 (вік 20 років)     | 0    | 0    | Індіана Гузієрс      |
|   |      |                     |                                 |      |      |                      |
|   | ПЗ   | Кеті Бовен          | 15 квітня 1994 (вік 27 років)   | 59   | 3    | Канзас Сіті          |
|   | ПЗ   | Дейзі Клеверлі      | 30 квітня 1997 (вік 24 роки)    | 9    | 2    | Джорджтаун Гояс      |
|   | ПЗ   | Олівія Чанс         | 5 жовтня 1993 (вік 27 років)    | 19   | 1    | Брисбен Роар         |
|   | ПЗ   | Бетсі Ґассетт       | 4 серпня 1990 (вік 30 років)    | 119  | 13   | Stjarnan             |
|   | ПЗ   | Анналі Лонґо        | 1 липня 1991 (вік 30 років)     | 124  | 15   | Мельбурн Вікторі     |
|   | ПЗ   | Ріа Персівал        | 7 грудня 1989 (вік 31 рік)      | 148  | 14   | Тоттенгем Готспур    |
|   | ПЗ   | Емма Ролстон        | 10 листопада 1996 (вік 24 роки) | 5    | 6    | Нотерн Лайтс         |
|   |      |                     |                                 |      |      |                      |
|   | НП   | Мікаела Робертсон   |                                 | 0    | 0    | Ловер-Гатт Сіті      |
|   | НП   | Пейдж Сатчелл       | 13 квітня 1998 (вік 23 роки)    | 11   | 1    | Канберра Юнайтед     |
|   | НП   | Ганна Вілкінсон     | 28 травня 1992 (вік 29 років)   | 95   | 26   | Дуйсбург             |

### Швеція
Остаточний склад збірної з 22 спортсменок оголошено 29 червня 2021 року.
Головний тренер: Петер Ґергардссон
| № | Поз. | Гравець            | Дата народження (вік)            | Ігри | Голи | Клуб             |
| - | ---- | ------------------ | -------------------------------- | ---- | ---- | ---------------- |
|   | ВР   | Дженніфер Фальк    | 26 квітня 1993 (вік 28 років)    | 8    | 0    | Häcken           |
|   | ВР   | Гедвіг Ліндаль     | 29 квітня 1983 (вік 38 років)    | 172  | 0    | Атлетіко Мадрид  |
|   | ВР   | Zećira Mušović     | 26 травня 1996 (вік 25 років)    | 5    | 0    | Челсі            |
|   |      |                    |                                  |      |      |                  |
|   | ЗХ   | Йонна Андерссон    | 2 січня 1993 (вік 28 років)      | 56   | 1    | Челсі            |
|   | ЗХ   | Наталі Б'єрн       | 4 травня 1997 (вік 24 роки)      | 26   | 4    | Русенгорд        |
|   | ЗХ   | Магдалена Ерікссон | 8 вересня 1993 (вік 27 років)    | 70   | 8    | Челсі            |
|   | ЗХ   | Ганна Ґлас         | 16 квітня 1993 (вік 28 років)    | 42   | 0    | Баварія          |
|   | ЗХ   | Аманда Ілестедт    | 17 січня 1993 (вік 28 років)     | 41   | 4    | Баварія          |
|   | ЗХ   | Емма Куллберґ      | 25 вересня 1991 (вік 29 років)   | 6    | 0    | Häcken           |
|   |      |                    |                                  |      |      |                  |
|   | ПЗ   | Філіппа Анґельдаль | 14 липня 1997 (вік 24 роки)      | 11   | 4    | Häcken           |
|   | ПЗ   | Ганна Беннісон     | 16 жовтня 2002 (вік 18 років)    | 8    | 0    | Русенгорд        |
|   | ПЗ   | Юлія Роддар        | 16 лютого 1992 (вік 29 років)    | 9    | 0    | Вашингтон Спіріт |
|   | ПЗ   | Олівія Скуг        | 11 березня 1991 (вік 30 років)   | 83   | 11   | Русенгорд        |
|   | ПЗ   | Каролін Сегер      | 19 березня 1985 (вік 36 років)   | 215  | 29   | Русенгорд        |
|   |      |                    |                                  |      |      |                  |
|   | НП   | Anna Anvegård      | 10 травня 1997 (вік 24 роки)     | 19   | 8    | Русенгорд        |
|   | НП   | Косоваре Асллані   | 29 липня 1989 (вік 31 рік)       | 148  | 38   | Real Madrid      |
|   | НП   | Стіна Блакстеніус  | 5 лютого 1996 (вік 25 років)     | 64   | 17   | Häcken           |
|   | НП   | Rebecka Blomqvist  | 24 липня 1997 (вік 23 роки)      | 8    | 1    | VfL Wolfsburg    |
|   | НП   | Ліна Гуртіґ        | 5 вересня 1995 (вік 25 років)    | 38   | 12   | Juventus         |
|   | НП   | Софія Якобссон     | 23 квітня 1990 (вік 31 рік)      | 123  | 23   | Real Madrid      |
|   | НП   | Madelen Janogy     | 12 листопада 1995 (вік 25 років) | 17   | 4    | Hammarby         |
|   | НП   | Фрідоліна Рольфьо  | 24 листопада 1993 (вік 27 років) | 50   | 14   | VfL Wolfsburg    |

### США
Остаточний склад збірної з 18 спортсменок і 4-х резервних оголошено 23 червня 2021 року. 1 липня 2021 року 4-х резервних додано до остаточного складу 22-х.
Головний тренер:  Влатко Андоновський
| №  | Поз. | Гравець                    | Дата народження (вік)             | Ігри | Голи | Клуб                 |
| -- | ---- | -------------------------- | --------------------------------- | ---- | ---- | -------------------- |
| 1  | ВР   | Алісса Негер               | квітня 20, 1988 (вік 33 роки)     | 71   | 0    | Chicago Red Stars    |
| 18 | ВР   | Адріанна Франч             | листопада 12, 1990 (вік 30 років) | 5    | 0    | Портленд Торнс       |
| 22 | ВР   | Джейн Кемпбелл             | лютого 17, 1995 (вік 26 років)    | 5    | 0    | Г'юстон Даш          |
|    |      |                            |                                   |      |      |                      |
| 4  | ЗХ   | Беккі Сауербранн (капітан) | червня 6, 1985 (вік 36 років)     | 186  | 0    | Портленд Торнс       |
| 5  | ЗХ   | Келлі О'Гара               | серпня 4, 1988 (вік 32 роки)      | 138  | 2    | Вашингтон Спіріт     |
| 2  | ЗХ   | Крістал Данн               | липня 3, 1992 (вік 29 років)      | 114  | 24   | Портленд Торнс       |
| 17 | ЗХ   | Еббі Далкемпер             | травня 13, 1993 (вік 28 років)    | 69   | 0    | Манчестер Сіті       |
| 14 | ЗХ   | Емілі Соннетт              | листопада 25, 1993 (вік 27 років) | 54   | 0    | Вашингтон Спіріт     |
| 12 | ЗХ   | Тьєрна Девідсон            | вересня 19, 1998 (вік 22 роки)    | 32   | 1    | Chicago Red Stars    |
|    | ЗХ   | Кейсі Крюґер               | серпня 23, 1990 (вік 30 років)    | 34   | 0    | Chicago Red Stars    |
|    |      |                            |                                   |      |      |                      |
| 8  | ПЗ   | Джулі Ертц                 | квітня 6, 1992 (вік 29 років)     | 110  | 20   | Chicago Red Stars    |
| 9  | ПЗ   | Ліндсі Горан               | травня 26, 1994 (вік 27 років)    | 96   | 21   | Портленд Торнс       |
| 3  | ПЗ   | Sam Mewis                  | жовтня 9, 1992 (вік 28 років)     | 75   | 22   | Норт Кароліна Каридж |
| 16 | ПЗ   | Rose Lavelle               | травня 14, 1995 (вік 26 років)    | 55   | 14   | ОЛ Рейн              |
| 6  | ПЗ   | Kristie Mewis              | лютого 25, 1991 (вік 30 років)    | 24   | 4    | Г'юстон Даш          |
| 19 | ПЗ   | Катаріна Макаріо           | жовтня 4, 1999 (вік 21 рік)       | 5    | 1    | Ліон                 |
|    |      |                            |                                   |      |      |                      |
| 10 | НП   | Карлі Ллойд                | липня 16, 1982 (вік 39 років)     | 304  | 125  | Gotham FC            |
| 13 | НП   | Алекс Морган               | липня 2, 1989 (вік 32 роки)       | 178  | 110  | Орландо Прайд        |
| 15 | НП   | Меган Рапіноу              | липня 5, 1985 (вік 36 років)      | 177  | 59   | ОЛ Рейн              |
| 7  | НП   | Тобін Гіт                  | травня 29, 1988 (вік 33 роки)     | 169  | 33   | Манчестер Юнайтед    |
| 11 | НП   | Крістен Пресс              | грудня 29, 1988 (вік 32 роки)     | 147  | 61   | Манчестер Юнайтед    |
|    | НП   | Лінн Вільямс               | травня 21, 1993 (вік 28 років)    | 37   | 11   | Норт Кароліна Каридж |